# Mouchette (ustensile agricole)

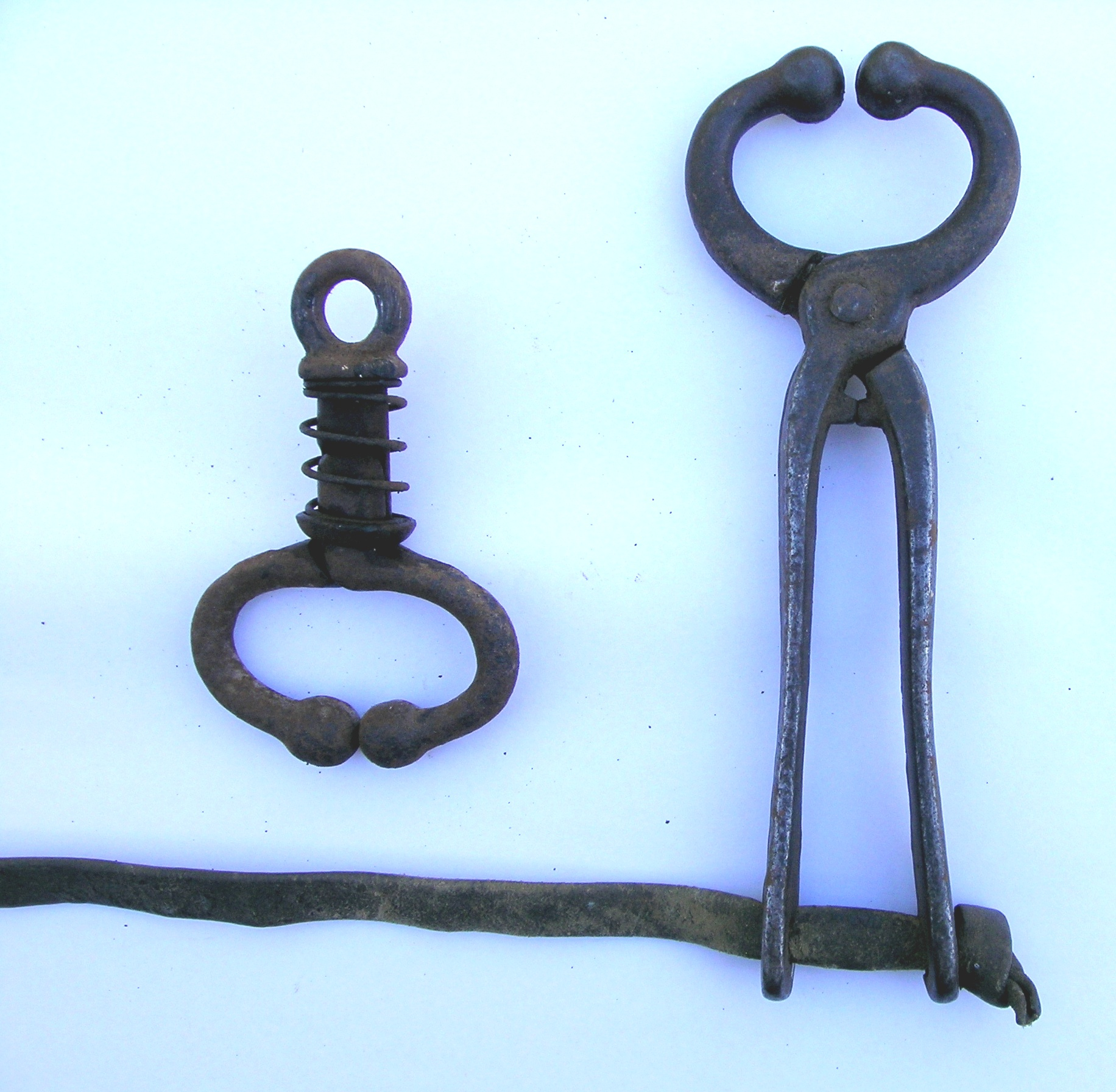
Pince-mouchette

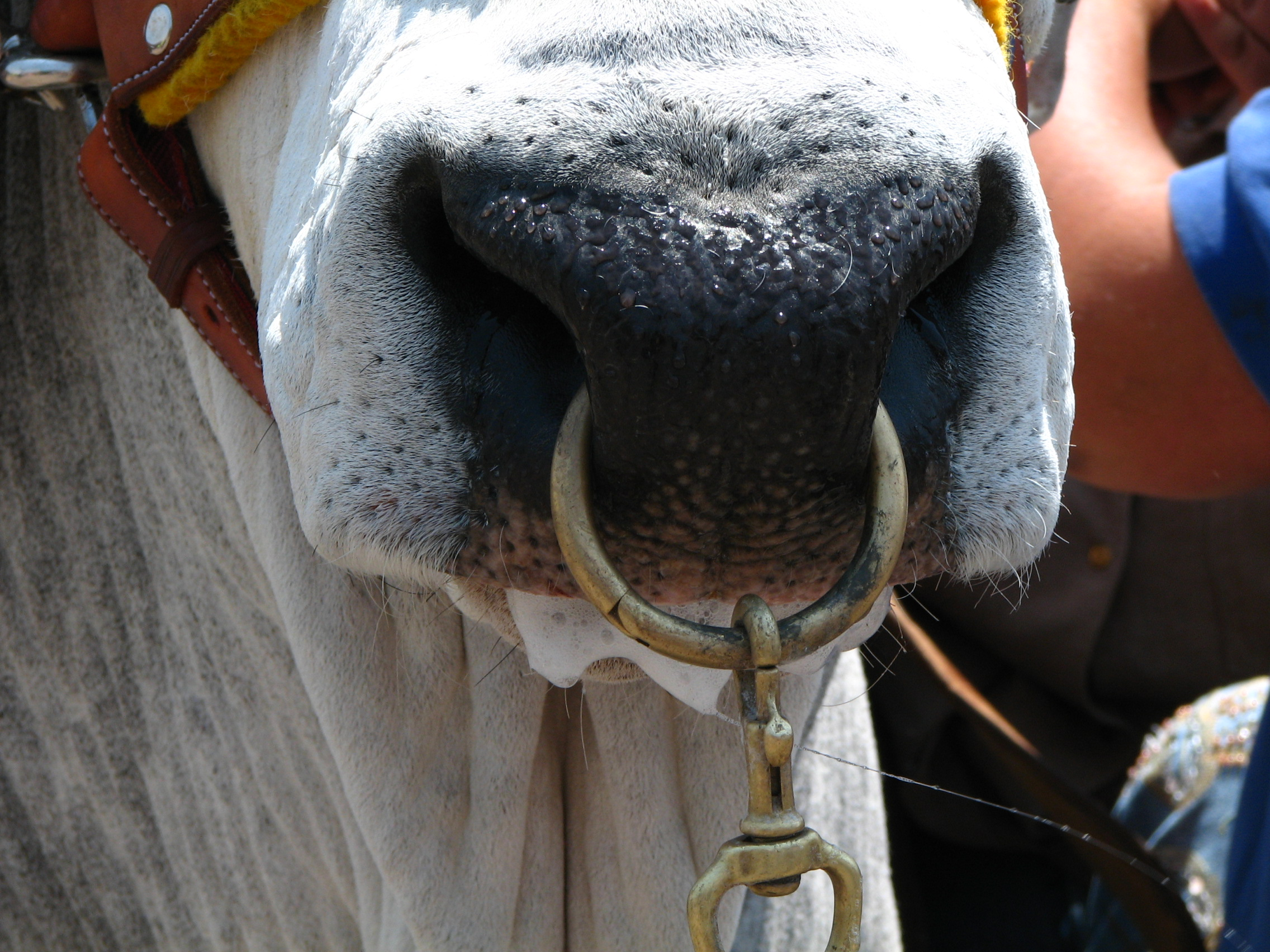
Anneau de nez

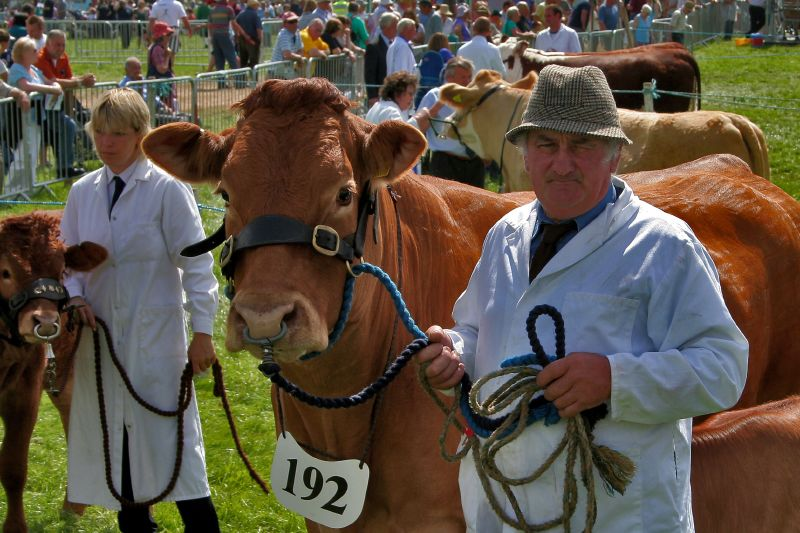
Anneau de nez, têtière et longe. Devon. Angleterre

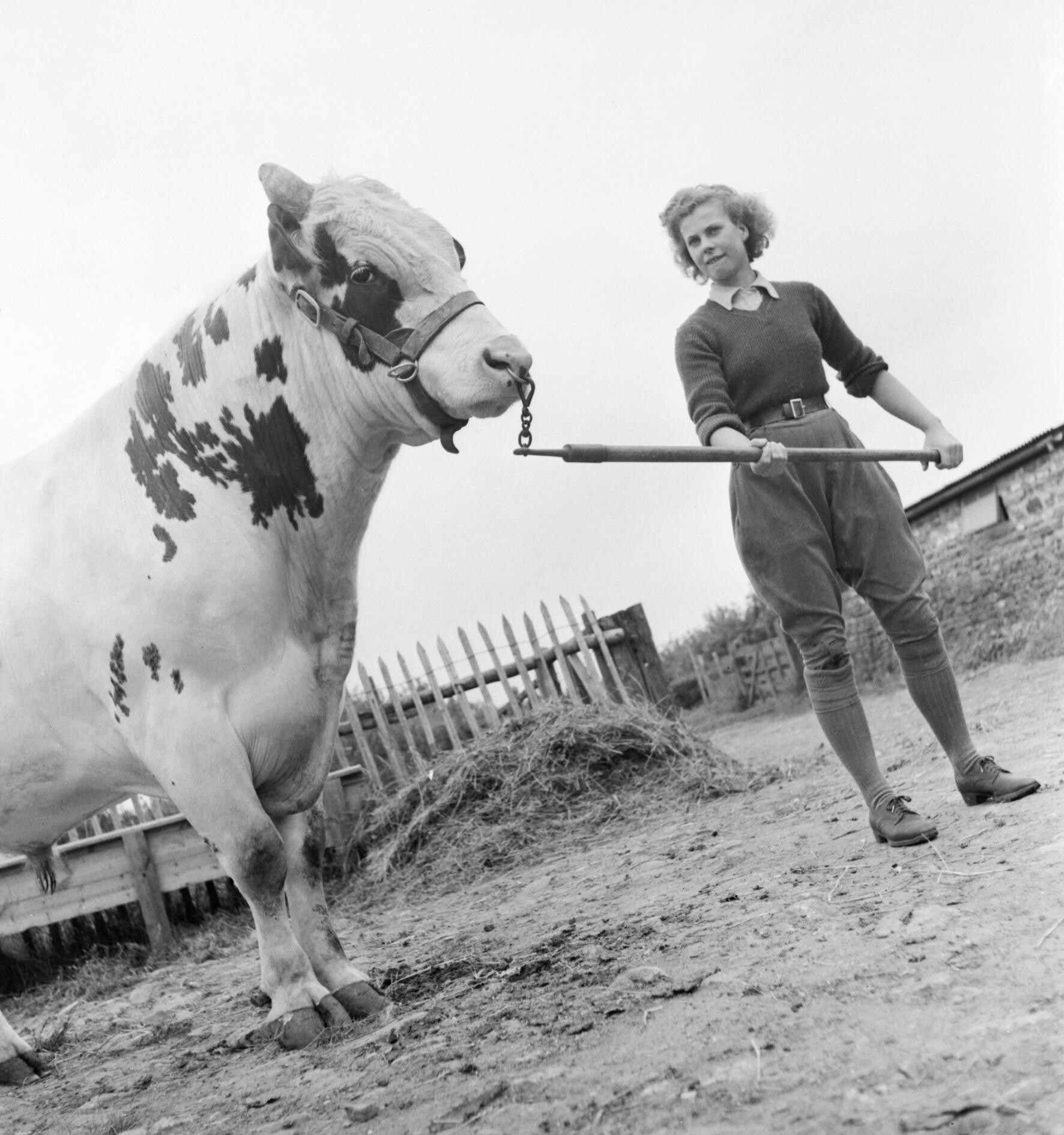
Anneau de nez et bâton conducteur. Angleterre, 1942

La mouchette ou pince-mouchette est une pince enserrant la paroi nasale du bovin. Elle sert à le mener en quelque sorte « par le bout du nez ». Pour les taureaux, les agriculteurs font usage de l'anneau de nez.
La  mouchette est une pince métallique dont on rapproche les branches à volonté au moyen d'un coulant, assez gros pour qu'on puisse le faire jouer le long des branches de l'instrument.
Les branches se terminent par une courbure dont les extrémités peuvent se rapprocher. C'est cette partie de la pince-mouchette qui constitue la pince proprement dite et qui sert à contraindre le bovin sans le blesser. L'autre extrémité des pinces représente une sorte d'anse ou d'anneau à laquelle on adapte une longe ou un bâton conducteur. La pince-mouchette s'applique par son extrémité courbée sur la cloison nasale du bovin au moyen d'une courroie de cuir, elle se trouve couchée sur le chanfrein et sur le front de l'animal et maintenue en place par une autre courroie qui passe sous les cornes. 
La pince-mouchette peut servir pour l'animal qu'on conduit à la foire ou au marché, mais n'est pas adaptée pour les taureaux peu dociles. On lui préfère alors l'anneau de nez. Cet anneau de fer, muni d'une charnière qui permet de l'ouvrir ou de le fermer à volonté ; une de ses extrémités est pointue, et c'est avec elle qu'on perfore la cloison nasale. Une fois cette dernière perforée, on introduit la pointe de l'anneau dans la gaine taraudée de l'autre extrémité, on visse et l'opération est terminée. L'anse de l'anneau reçoit la courroie qui, en rencontrant le chanfrein, va se fixer à la têtière dont on entoure le front à la base des cornes. On mène le taureau par la longe, que l'on remplace par un bâton de 1,5 mètre, 2 mètres si le taureau est agressif. Une secousse suffit à le ramener à la docilité.